# Olivér Halassy
Olivér Halassy (hongarès: Halassy Olivér)  (Budapest, 31 de juliol de 1909 - Budapest, 10 de setembre de 1946) va ser un waterpolista i nedador hongarès que va competir durant les dècades de 1920 i 1930.
Amb vuit anys va patir un accident de trànsit que li provocà l'amputació del peu esquerra, cosa que el va convertir en un dels primers esportistes amb discapacitat física en participar en uns Jocs Olímpics d'Estiu.
El 1928 va prendre part en els Jocs Olímpics d'Amsterdam, on va guanyar la medalla de plata en la competició de waterpolo. Quatre anys més tard, als Jocs de Los Angeles, guanyà la medalla d'or, una medalla que revalidà als Jocs de Berlín de 1936. En el seu palmarès també destaquen deu lligues hongareses de waterpolo consecutives de 1930 a 1939 i tres campionats d'Europa (1931, 1934 i 1938).
Com a nedador es proclamà campió d'Europa dels 1.500 metres lliures el 1931. També guanyà 25 títols nacionals individuals i nou per equips entre 1926 i 1938. Va morir assassinat per un soldar rus el setembre de 1946.
El 1978 fou incorporat a l'International Swimming Hall of Fame.